# Список начальников Главного штаба сухопутных сил Португалии
Список начальников Главного штаба сухопутных сил Португалии (порт.  Chefe do Estado-Maior do Exército [CEME])
1. бригадный генерал Жозе Фелуисиану ди Силва-Кошта (порт. Jose Feluiciano de Silva-Costa) (1850—1851);
2. маршал Кампу Висконде ди Носс Сеньора ди Луз (порт. Campo Visconde de Noss Senhora de Luz) (1857-1864);
3. бригадный генерал  Аугусту Эрнешту Луиш (порт. Augusto Ernesto Lues) (1864—1867);
4. дивизионный генерал Жозе Манеуш ди Фариа (порт. Jose Maneos de Faria) (1868—1879);
5. бригадный генерал Антониу Мариа Фонтиш Перейра ди Меллу (порт. Antonio Maria Fontes Pereira de Mello) (1881—1882);
6. бригадный генерал Антониу Азеведу Кунья (порт. Antonio Azevedo Cunha) (1882—1883);
7. дивизионный генерал Антониу ди Меллу Бреннер (порт. Antonio de Mello Breunner) (1884—1885);
8. бригадный генерал Кандиду Хавьер ди Абреу Виана (порт. Candido Xavier de Abreu Viana) (1885 −1890);
9. дивизионный генерал Антониу Ногерра Суариш (порт. Antonio Noguerra Soares) (1890—1893);
10. бригадный генерал Жанейру Коррея ди Алмейда (порт. Januaro Correia de Almeida) (1893—1896);
11. бригадный генерал Жозе Кабрал ди Оливейра Миранда (порт. Jose Cabral de Oliveira Miranda) (1896—1899);
12. бригадный генерал Алберту Феррейра ди Силва Оливейра (порт. Alberto Ferreira de Silva Oliveira) (1899—1903);
13. бригадный генерал Жозе Мануэл ди Элваш Кордейра (порт. Jose Manuel de Elvas Cordeira) (1903—1909);
14. бригадный генерал Себаштьян Кустодиу ди Соуза Телеш (порт. Sebastiao  Cusydio de Sousa Telles) (1909—1910);
15. генерал Жору Мартинш ди Карвалью (порт. Joro Martins de Carvalho) (1910—1916);
16. генерал Антониу Родригиш Рибейру (порт. Antonio Rodrigues Ribeiro) (1916—1917);
17. генерал Томаш Антониу Гарсиа Рошеду (порт. Tomas Antonio Garsia Rosedo) (1917—1924)
18. генерал Жору Перрейра Бастуш (порт. Joro Perreira Bastos) (1924—1926);
19. генерал Жору Жозе Синел ди Кордиш (порт. Joro Jose Sinel de Cordes) (1926—1928);
20. генерал Амилкар ди Каштру Абреу-и-Мота (порт. Amilcar de Castro Abreu e Mota) (1929—1931);
21. генерал Артур Ивенш Феррас (порт. Artur Ivens Ferras) (1931—1933);
22. генерал Эдуарду Аугушту Маркиш (порт. Eduardo Augusto Marques) (1933);
23. генерал Жозе Алберту ди Силва Бастуш (порт. Jose Alberto de Silva Bastos) (1933—1935);
24. генерал Жозе Аугусту Лобату Герра (порт. Jose Augusto Lobato Guerra) (1935—1939);
25. генерал Жассу Миранда Кабрал (порт. Jasso Miranda Cabral) (1939—1945);
26. генерал Жозе Фелипе ди Барруш Родригиш (порт. Jose Filipe de Barras Rodriques) (1945—1955);
27. генерал Фредерику ди Кошта Лопиш ди Силва (порт. Frederico de Costa Lopes de Silva) (1955—1958);
28. генерал Жозе Антониу ди Роша Белеза Борраш (порт. Jose Antonio de Rocha Beleza Borraz) (1958);
29. генерал Луиш Мариа ди Камора Пина (порт. Luis Maria de Саmora Pina) (1958—1969);
30. генерал Алберту Андраде-и-Силва (порт. Alberto Andrade e Silva) (1969—1971);
31. генерал Антониу Аугушту душ Сантуш (порт. Antonio Augusto dos Santos) (1971—1972);
32. генерал Жору Пайва Лейте Брандиа (порт. Joro Paiva Leite Brandia) (1972—1974);
33. бригадный генерал Жайме Силвериу Маркиш (1974);
34. генерал по должности Карлуш Фабиан (1974—1975);
35. генерал по должности Антониу душ Сантуш Рамалью Эаниш (1975—1976);
36. генерал по должности Вашку Жоаким Роша Виейра (порт. Vasco Joaquim Roche Vieira) (1976—1978);
37. генерал Педру Александр Гомиш Кардозу (порт. Pedro Alexandre Gomes Cordoso) (1978—1981);
38. генерал Амадеу Гарсиа душ Сантуш (порт. Amadeu Garsia dos Santos) (1982—1983);
39. генерал Жоржи ди Кошта Салазар Брага (порт. Jorge de Costa Salazar Braga) (1983—1986);
40. генерал Мариу Фирмину Мигел (1987—1991)
41. генерал Жозе Эрнешту Лоурейру душ Сантуш (порт. Jose Arnesto Loureiro dos Santos) (1991—1992);
42. генерал Октавиу Габриэл Калдерон ди Кергейра Роша (порт. Octavio Gabriel Calderon de Cergueira Rocha) (1992—1997);
43. генерал Габриэл Аугушту ду Эшпириту Санту (порт. Gabriel Augusto do Esperito Santo) (1997—1998);
44. генерал Антониу Эдуарду Кейрош Мартинш Барренту (порт. Antonio Eduardo Queiroz Martins Barrento) (1998—2001);
45. генерал Жозе Мануэл ди Силва Виегаш (порт. Jose Manuel de Silva Viegas) (2001—2003);
46. генерал Луиш Вашку Валенса Пинту (порт. Luis Vasco Valensa Pinto) (2003—2006)